# Тьобунсай Ейсі
Тьобунсай Ейсі (*鳥文斎 栄之, 1756  —1 серпня 1829) — японський художник періоду Едо. Засновник школи Хосода. Використовував імена Мінодзьо і Ясабуро.

## Життєпис
Походив зі знатного роду Хосода, що належав до віддалених нащадків клану Фудзівара. На той час Хосода мали статус хатамото. Представники цієї родини обіймали важливі посаду в бакуфу сьогунату Токуґава. Батько Хосода Токіюкі був міністром фінансів (кандзьо-бугьо) в бакуфу. Народився майбутній художник у 1756 році в Едо. Після церемонії гемпуку отримав ім'я Токітомі. Здобув гарну освіту, захопився малюванням.
У 1772 році Токітомі очолив свій рід, проте відмовився від посади кандзьо-бугьо, що передавалася у спадок. Натомість присвятив життя створенню картин. Спочатку він навчався у Ейсесіна Місінобу, майстри школи Кано (звідси і походження псевдоніма Ейсі) З 1781 року стає придворним художником сьогуна Токуґава Ієхару, отримавши щорічний дохід у 500 коку рису.
Залишався неофіційно на службі у сьогуна до 1789 року, після чого передав посаду названому синові Токітойо, тим самим відмовившись від свого звання хатамото. Він зробив це через поганий стан здоров'я, яке, на його думку, не давало можливості якісно виконувати обов'язки.
Періодом розквіту Ейсі як гравера були 1790-ті роки, але в самому кінці XVIII століття він повернувся до занять живописом. Незважаючи на те, що він практично не працював в гравюрі до кінця життя, він продовжував педагогічну діяльність і виховав плеяду блискучих живописців і граверів, сСеред яких Тьокосай Ейсьо, Тьокьосай Ейрі, Ітіракутей Ейсуй, Тьоенсай Ейсін, Рекісентей Ейрі.

## Творчість
Тьобунсай Ейсі розвивав декоративне напрямок в гравюрі, його роботи відрізняє різноманітність сюжетів і мотивів, вишукане оформлення. У 1780—1801 роках Ейсі працював над ілюстраціями до роману «Ґендзі моногатарі» Мурасакі Сікібу. У 1780-ті роки захопився укійо-е.
Під впливом робіт Кітаґава Утамаро і Торії Кійонаги зайнявся бідзінга (зображенням красунь). Культивований Ейсі образ багато в чому втілював самурайський ідеал жінки. Красуні Ейсі відрізнялися статностью і витонченістю, граційністю пропорцій, наочно втілюючи термін «ікі» (вишуканий стиль поведінки). Втім обличчя красунь були без пристрасті, емоційно невиразні, а пози статичні, вони швидше нагадували «живих ляльок», ніж реальних живих істот. Художник створив цілу галерею жіночих образів: мешканок «зелених кварталів» Есівара, героїнь класичної літератури і міфології. Портрети Ейсі Тьобунсая були настільки елегантні і аристократичні, що високо цінувалися навіть при імператорському дворі в Кіото і ставилися нарівні з роботами Кітаґава Утамаро і Торії Кійонага.
Тьобунсай Ейсі також працював в жанрі мітате-е (пародія або наслідування). Яскравим прикладом є серія «Шість безсмертних поетів», де представлено портрети жінок, кожна з яких ототожнюється з одним з відомих поетів минулого. У правому верхньому куті сувою, в довгому вузькому картуші, розташоване назву серії; лівіше, в квадратному — ім'я поета і один з його віршів.